# 비벌리 켈소
비벌리 켈소(Beverley Kelso, 1948년 4월)는 자메이카의 가수이며, 더 웨일러스의 초기 멤버로 유명하다.
자메이카의 킹스턴에서 태어났다. 이후 미스 넴바드 사립 학교아 덴햄 타운 초등학교에 진학하였다.
켈소는 더 웨일러스의 코러스로 1963년부터 1965년까지 참가했었다. 켈소에 의하면, 자신은 그룹에 있던 1965년 말까지 25개의 트랙을 녹음했다고 언급했다.
켈소는 1979년 미국으로 이민하였다.
1999년 주니어 브레이스웨이트와 2008년 체리 스미스의 죽음으로 켈소와 버니 웨일러는 웨일러스의 유일한 창립 멤버로 남게 되었다.
2012년, 현재 뉴욕의 브루클린에 거주하고 있는 켈소는 웨일러스에서 자신이 있었던 것에 관한 책을 쓸 계획이라고 밝혔다.